# Кальциклудин
Отрута мамби — це отрута різних видів змій мамб (Dendroaspis angusticeps, Dendroaspis polylepis), що мешкають в Африці. Отрута містить: фосфоліпази, дендротоксини, фасцикуліни, альфа-нейротоксини, дендроаспіни, кальцисептин, ангустіцепс.
Основні нейротоксичні компоненти отрути блокують нервово-м'язову передачу, зв'язуючись з постсинаптичними нікотиновими ацетилхоліновими рецепторами у скелетній м'язовій мускулатурі. Вплив на нервово-м'язові зв'язки включає інгібування ацетилхолінестерази фасцикулінами і збільшення пресинаптичного звільнення ацетилхоліну дендротоксинами.

## Компоненти отрути мамби
Токсини, які сприяють нервово-м'язовій передачі є характерним компонентом отрути мамби. В отруті мамб містяться пресинаптичні токсини без ферментативної активності, проте вони структурно подібні до поліпептидних інгібіторів протеаз.

### Мускаринові токсини
Мускаринові токсини мають спорідненість до сімейства білків мускаринових ацетилхолінових рецепторів (MAChRs). Розташовані в клітинних мембранах, ці рецептори опосередковують важливі клітинні дії, такі як запуск нейронів і скорочення гладких м’язів у відповідь на зв’язування нейромедіатора ацетилхоліну. Виділено близько 12 мускаринових токсинів. Існує п'ять різних підтипів MAChR. З цих п'яти підтипів, токсин MT7 має надзвичайно високу специфічність по відношенню до М — "Підтип" AChR. Зв’язування MT7 з M 1 AChR змінює функціональність цього рецептора і його здатність зв’язуватися з сигнальними молекулами. Токсин Мx1 зв'язується неконкурентно та з високою афінністю з підтипом мускаринових рецепторів М1. MTx1 і MTx2 демонструють високу афінність до мускаринових рецепторів M1 та M3. Про селективность MTx3 та MTx4 до рецепторів мало відомо. Dpα та Dpβ є мускариновими агоністами, мають подібну спорідненість до підтипів рецепторів M1 та M2. DpMTx і DvMTX, є селективними мускариновими агоністами, присутні у отруті деяких видів мамби. Ці агоністи також виявляють спорідненість до мускаринового рецептора M1.

### Дендротоксини
Дендротоксини (у змій Dendroaspsis angusticeps, D. polylepis) — пресинаптичний токсин, який складається із 59 амінокислотних залишків і містить 3 дисульфідні зв'язки. Дендротоксини інгібують потенціал-залежні калієві канали в рухових нервових терміналях, посилюючі викид ацетилхоліну з нервового закінчення, викликаючи блокаду нервово-м'язової передачі, подібної до блокади по деполяризованому типу.

### Фасцикуліни
Фасцикуліни — сімейство близькоспоріднених ~6,750- Da пептидів, виділених з отрути у змії D. angusticeps, являють собою поліпептиди завдовжки 61 амінокислотний залишок. Вони є потужними та селективними інгібіторами ацетилхолінестерази. Фасцикуліни інгібують активність ацетилхолінестерази в синапсах нервово-м'язової передачі. Назва походить від процесу фасцикуляція, бо токсини викликають мимовільні скорочення м'язових волокон (фасцикуляції), через накопичення ацетилхоліну в синаптичній щілині.
Синергічна дія дендротоксина і фасцикуліна на холінергічну передачу в нервово-м'язовій передачі забезпечує основний токсичний ефект отрути мамби.
Вміст ацетилхоліну в токсині мамби 6-24 мг/г.

### Дендроаспіни

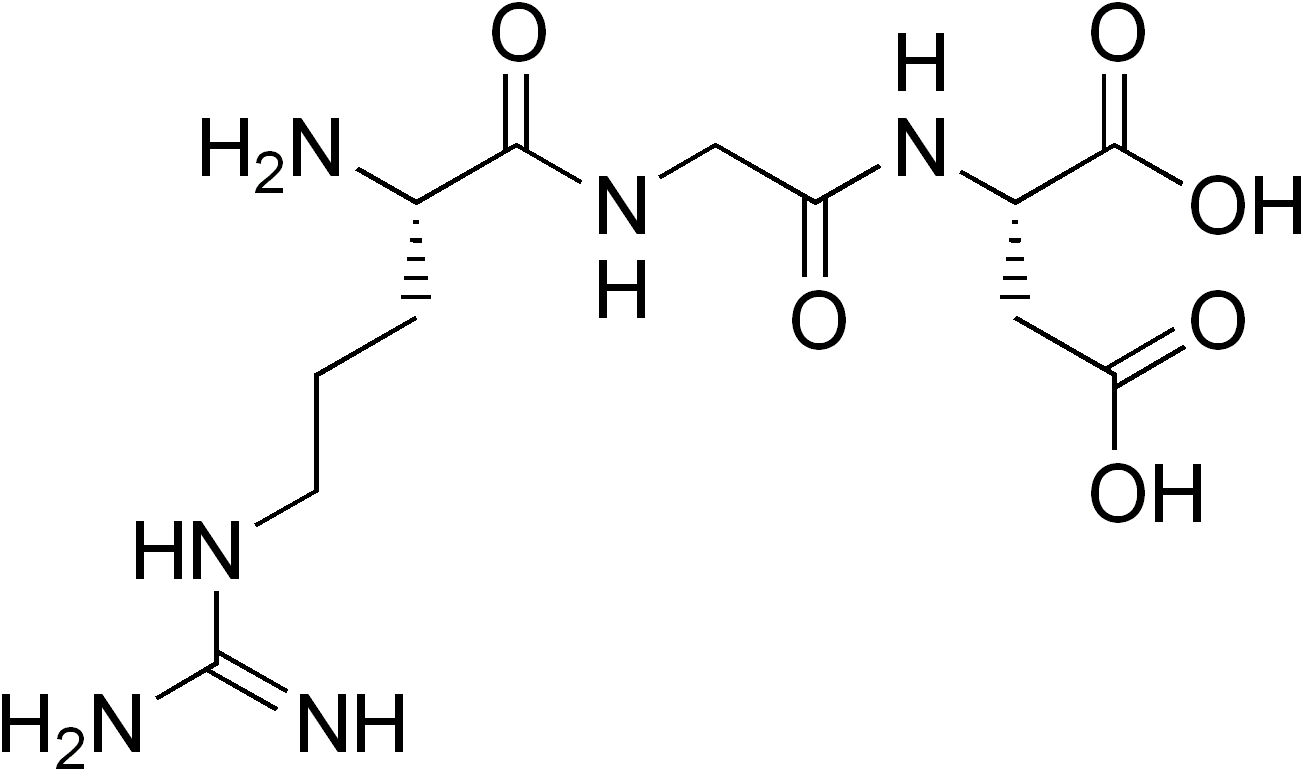
RGD-послідовність

Дендроаспіни (мамбіни) — містять аргінілгліциласпарагінову кислоту (RGD-послідовність) на кінці третьої петлі. Забезпечує антиадгезивні та антитромбоцитарні властивості білків.

#### Знеболюючі білки — мамбалгіни
Мамбалгіни — це знеболюючі пептиди, які отримані з отрут чорної та зеленої мамби. Мамбалгіни здатні специфічно інгібувати набір кислоточутливих іонних каналів (ASIC). Мамбалгін-1–3 — це 57-амінокислотні пептиди, вони відрізняються лише одним або двома залишками і мають однаковий фармакологічний профіль. Ці токсини трипальцевої складки блокують всі комбінації каналів ASIC, які експресуються в центральних нейронах. ASIC бере участь у великій кількості фізіологічних і патофізіологічних процесів (пошкодження нейронів, ноцицепції і механоперцепції). Тому ASIC — унікальні фармакологічні мішені з потенційним клінічним застосуванням у лікуванні болю, психічних розладів, інсульту та нейродегенеративних захворювань.

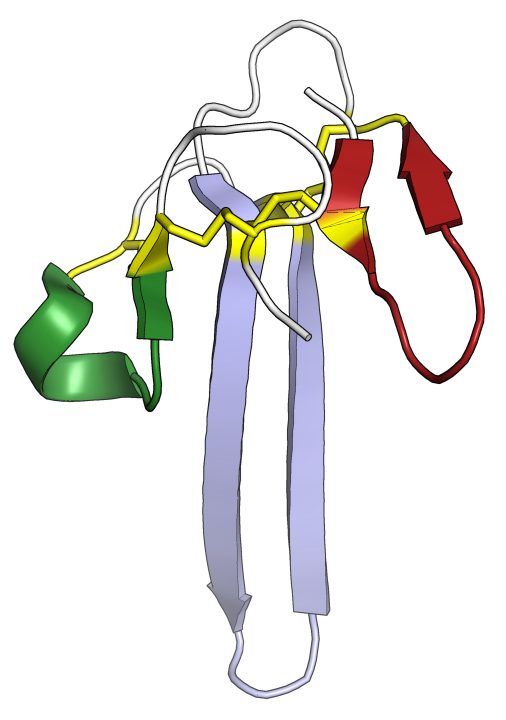
Мамбалгіни

При дослідженні знеболюючих властивостей мамбалгін вводили мишам, внаслідок чого тварини могли витримувати гарячу воду на хвостиках і лапах приблизно вдвічі довше, аніж тварини, які не отримували мамбалгіни. Зміїні білки також знижували гіперчутливість до болю після запалення тканин. Замість того, аби діяти на опіоїдні рецептори (як це робить, наприклад, морфін), мамбалгіни зв’язують та інгібують молекули сімейства кислоточутливих іонних каналів.

### Кальцисептин
Кальцисептин — нейротоксин отрути чорної мамби, що складається з 60 амінокислотних залишків. Він селективно блокує кальцієві канали L-типу в клітинах серця та гладенької мускулатури.

### Ангустіцепс
Токсини типу ангустіцепсу складають групу токсинів характерних для отрут мамби. Вони складаються з 59-61 амінокислотного залишку і чотирьох дисульфідів.
Вісім токсинів цього типу класифіковані на чотири підгрупи. Тільки токсини F7 і C, які відносяться до підгрупи I, виявляють потужне пригнічення холінестерази різних тканин, за винятком скелетних м'язів курчат. F7 і C стимулюють скелетні м'язи миші та жаби за допомогою їх антихолінестеразної активності. F7 спричинює дихальну недостатність, через потужну антихоліноестеразну активність.
| Вид змії                    | Вид токсину   | Дія токсину                                                                                |
| --------------------------- | ------------- | ------------------------------------------------------------------------------------------ |
| D. angusticeps/D. polylepis | Дендротоксини | інгібування потенціал-залежних калієвих каналів                                            |
| D. angusticeps/D. polylepis | Фасцикуліни   | інгібування активності ацетилхолінестерази в синапсах нервово-м'язової передачі            |
| D. polylepis                | Кальцисептин  | селективне блокування кальцієвих каналів L-типу в клітинах серця та гладенької мускулатури |
| D. angusticeps              | Ангустіцепс   | пригнічення холінестерази                                                                  |

## Прояви отруєння
Прояви отруєння:
- пітливість;
- сльозотеча;
- порушення зору;
- біль у животі:
- діарея;
- блювання[7];
- аритмія;
- гіпертензія;
- брадикардія;
- швидке настання паралічу дихальних шляхів призводить до смерті.[7]